# بریستول پروتوس
بریستول پروتوس (به انگلیسی: Bristol Proteus) یک موتور هواگرد ساختِ کارخانهٔ بریستول سیدلی در کشور بریتانیا است.